# イスマエル・モハマド
イスマエル・モハマド（Ismaeel Mohammad、1990年4月5日 - ）はカタールのサッカー選手。ポジションはMF。アル・ドゥハイルSC所属。イスマエル・ムハンマドとも表記される。

## 経歴
アル・ジャイシュ・ドーハに所属し、2009-10シーズンにトップチームに昇格した。
2011-12シーズンにレフウィヤSCに移籍。2017-18シーズンからはチームがアル・ドゥハイルSCに合併されたことで、継続して同チームでプレーした。

### 代表
2013年12月21日のバーレーン代表との親善試合でA代表デビュー 。2021 FIFAアラブカップやAFCアジアカップ2015などの国際大会に出場した。
2022 FIFAワールドカップを戦う26人のメンバーにも選出されている。

## 代表歴

### 出場大会
- カタール代表
  - 2022 FIFAワールドカップ

### 試合数
- 国際Aマッチ 77試合 4得点（2013年-）[4]

| カタール代表 | 国際Aマッチ | 国際Aマッチ |
| 年           | 出場        | 得点        |
| ------------ | ----------- | ----------- |
| 2013         | 2           | 0           |
| 2014         | 16          | 1           |
| 2015         | 9           | 2           |
| 2016         | 5           | 0           |
| 2017         | 13          | 0           |
| 2018         | 2           | 1           |
| 2019         | 6           | 0           |
| 2020         | 3           | 0           |
| 2021         | 8           | 0           |
| 2022         | 9           | 0           |
| 2023         | 4           | 0           |
| 2024         |             |             |
| 通算         | 77          | 4           |